# Skander Khesrani
Skander Khesrani (en arabe : سكندر خسراني) est un footballeur algérien né le 21 janvier 1976 à Sétif. Il évoluait au poste d'arrière droit.

## Biographie
Il évolue en première division algérienne avec les clubs, du CS Constantine, de l'AS Khroub et du CA Bordj Bou Arreridj. Il dispute 110 matchs en inscrivant quatre buts en Ligue 1.